# 費曜

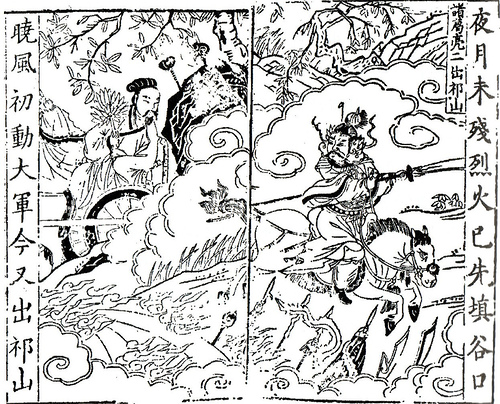
費耀

費 曜（ひ よう、生没年不詳）は、中国三国時代の魏の武将。

## 生涯
延康元年（220年）5月、張進らが酒泉で反乱を起こすと、曹真の命を受けこれを討伐。張進らを斬り殺した。
黄初2年（221年）11月、張既と共に、反乱した盧水胡の伊健妓妾・治元多を討伐。張既の速攻策に従って大勝を収めた。
以降の事績は、蜀漢の北伐への対応となる。太和2年（228年）正月、張郃と共に諸葛亮軍の先鋒を撃破した。12月には諸葛亮が陳倉を包囲したため、増援として派遣された。諸葛亮は兵糧が尽きると撤退した。
太和4年（230年）、後将軍の官にあり、魏延らの侵攻を陽谿で迎撃したが、撃ち破られた。
太和5年（231年）、司馬懿の指揮下で諸葛亮を迎撃したが、また敗戦を喫した。司馬懿はこれ以降要害にこもり、諸葛亮との交戦を避けて、退却へと追いやった（祁山の戦い）。

## 三国志演義
小説『三国志演義』では費耀と表記される。
ある日、魏から蜀に降った姜維の腹心と名乗る者が魏陣を訪れ、姜維からと言って手紙を渡す。その内容は「もしも帰参が許されるならば、蜀軍の食料庫を焼き払う所存です」というものだった。曹真はこれを大いに喜び、姜維の帰参を許すと伝えさせるが、費耀は諸葛亮の策略ではと疑う。しかし曹真も譲らず、結局費耀が兵を率いて姜維と出会い、曹真は本陣に留まることになる。
初めの内は姜維の話どおりに事が進むが、費耀が異変に気づいた時には既に遅く、退路を絶たれ戦いの大勢は決していたため、降伏を拒み自決してしまう。結局5万の魏兵の内、3万以上が討ち死に。生き残った兵も皆、蜀に降ることとなる。